# Benedictus

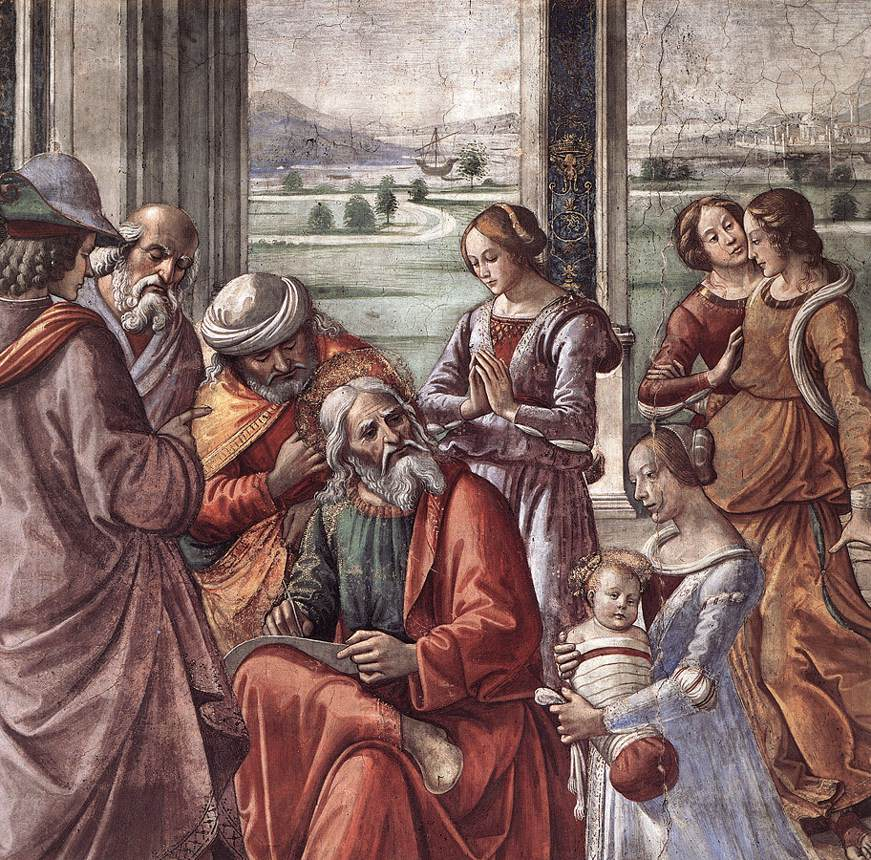
Ông Zacharias viết tên con trai lên một tấm bảng (tranh của Domenico Ghirlandaio, thế kỷ 15, Nhà nguyện Tornabuoni, Italia).

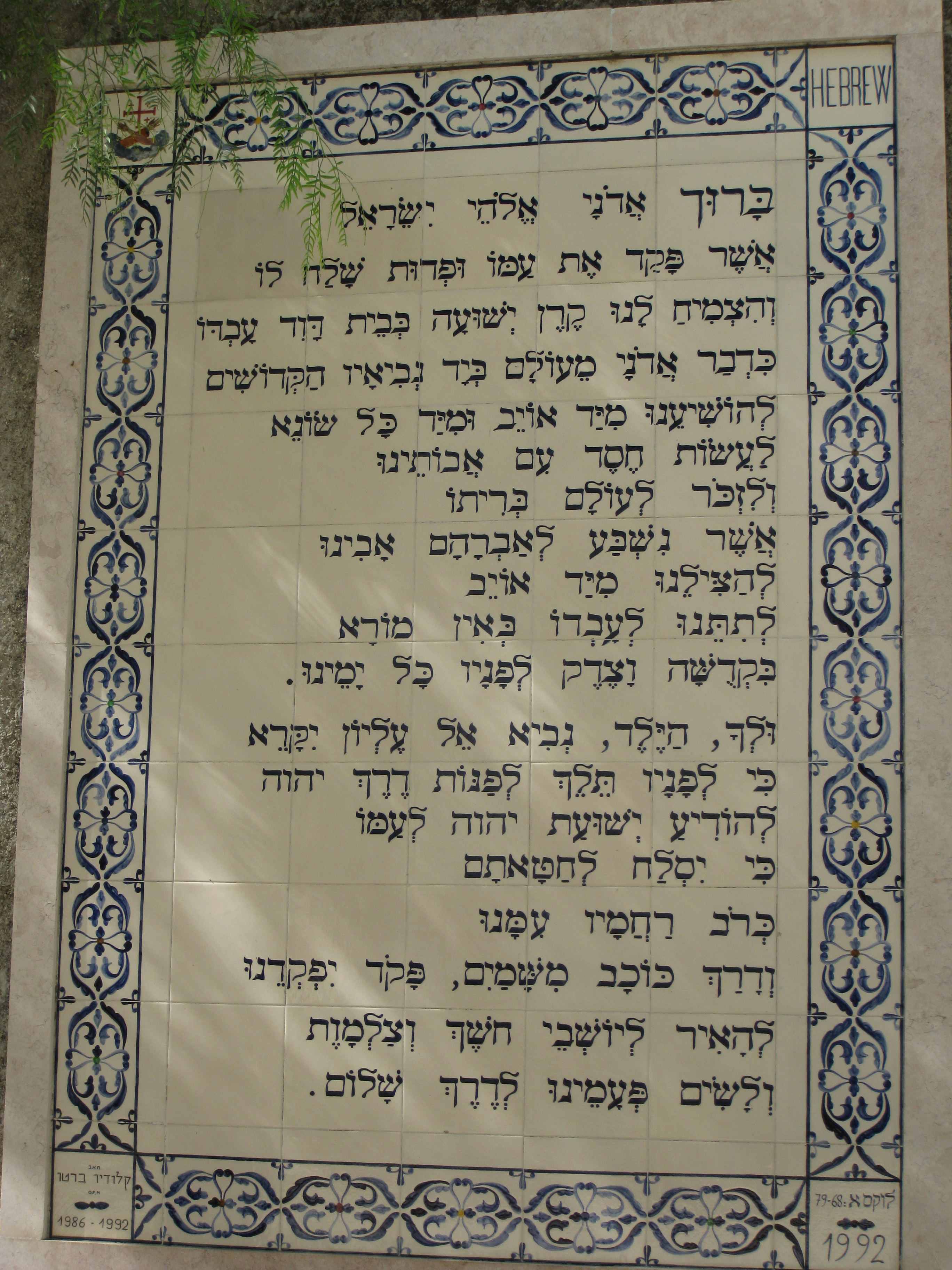
Kinh Benedictus viết bằng tiếng Hebrew tại Nhà thờ Thánh Gioan Tẩy Giả, Ein Karem, Giêrusalem

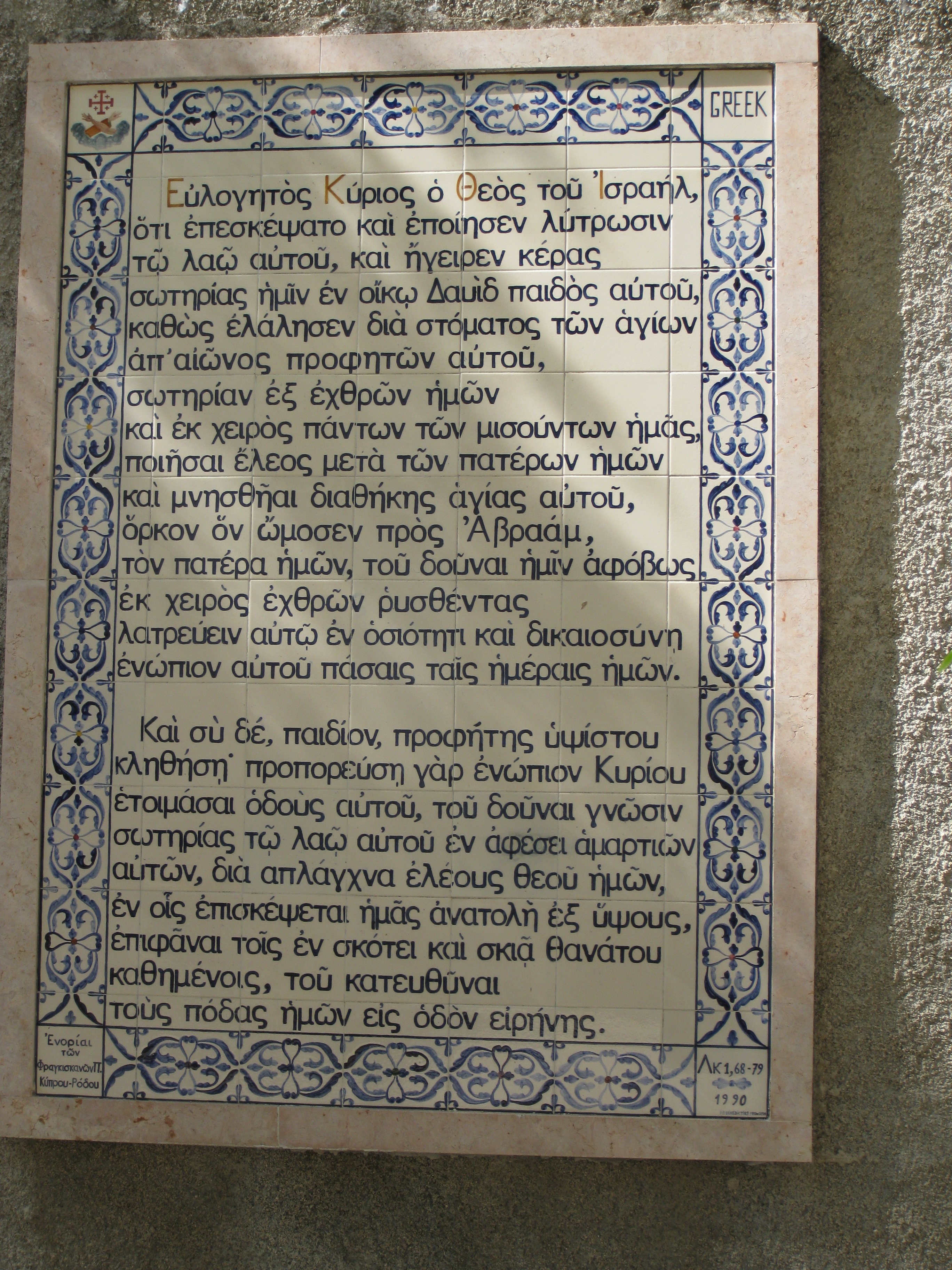
Kinh Benedictus viết bằng tiếng Hy Lạp

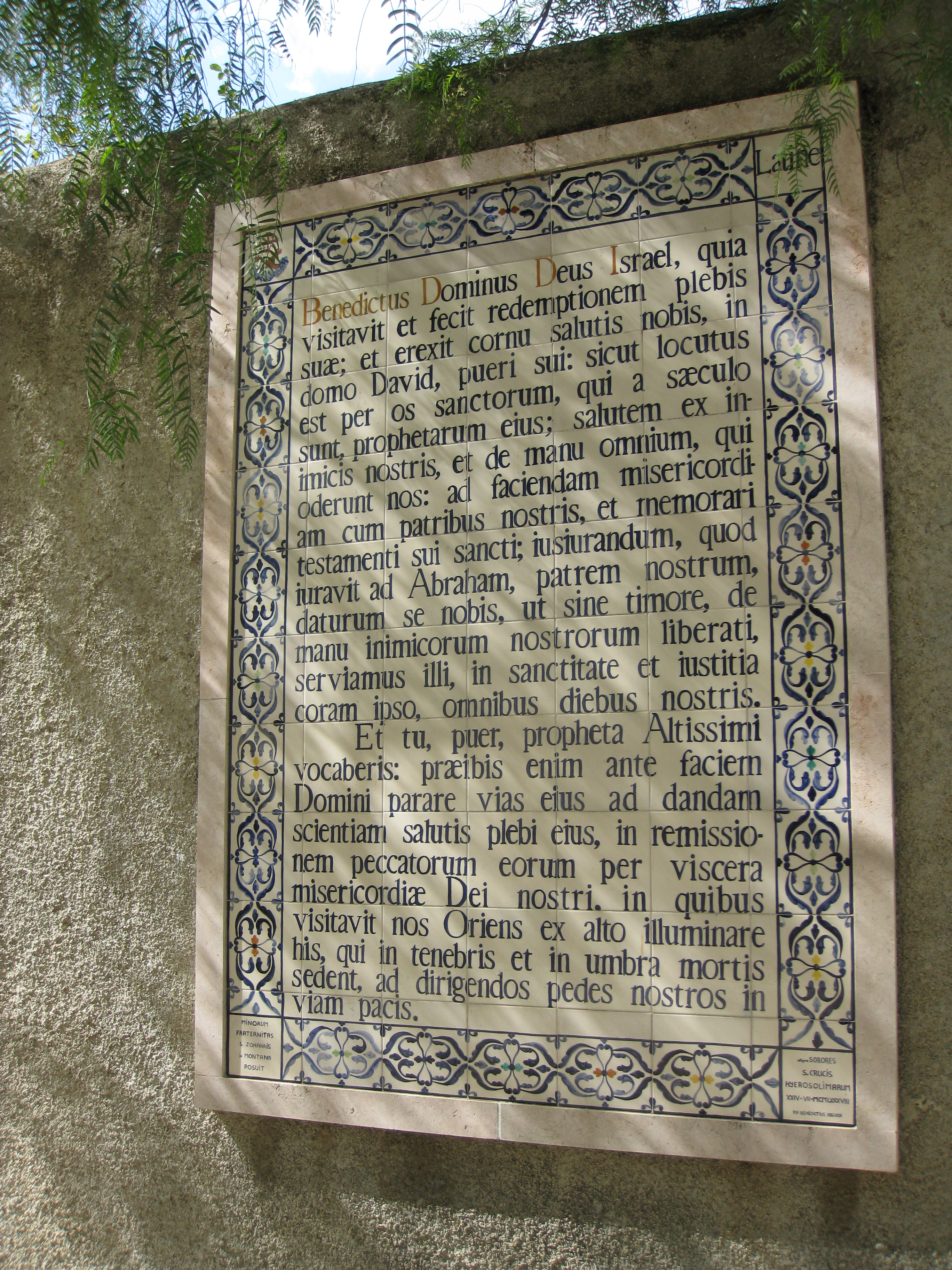
Kinh Benedictus viết bằng tiếng Latinh

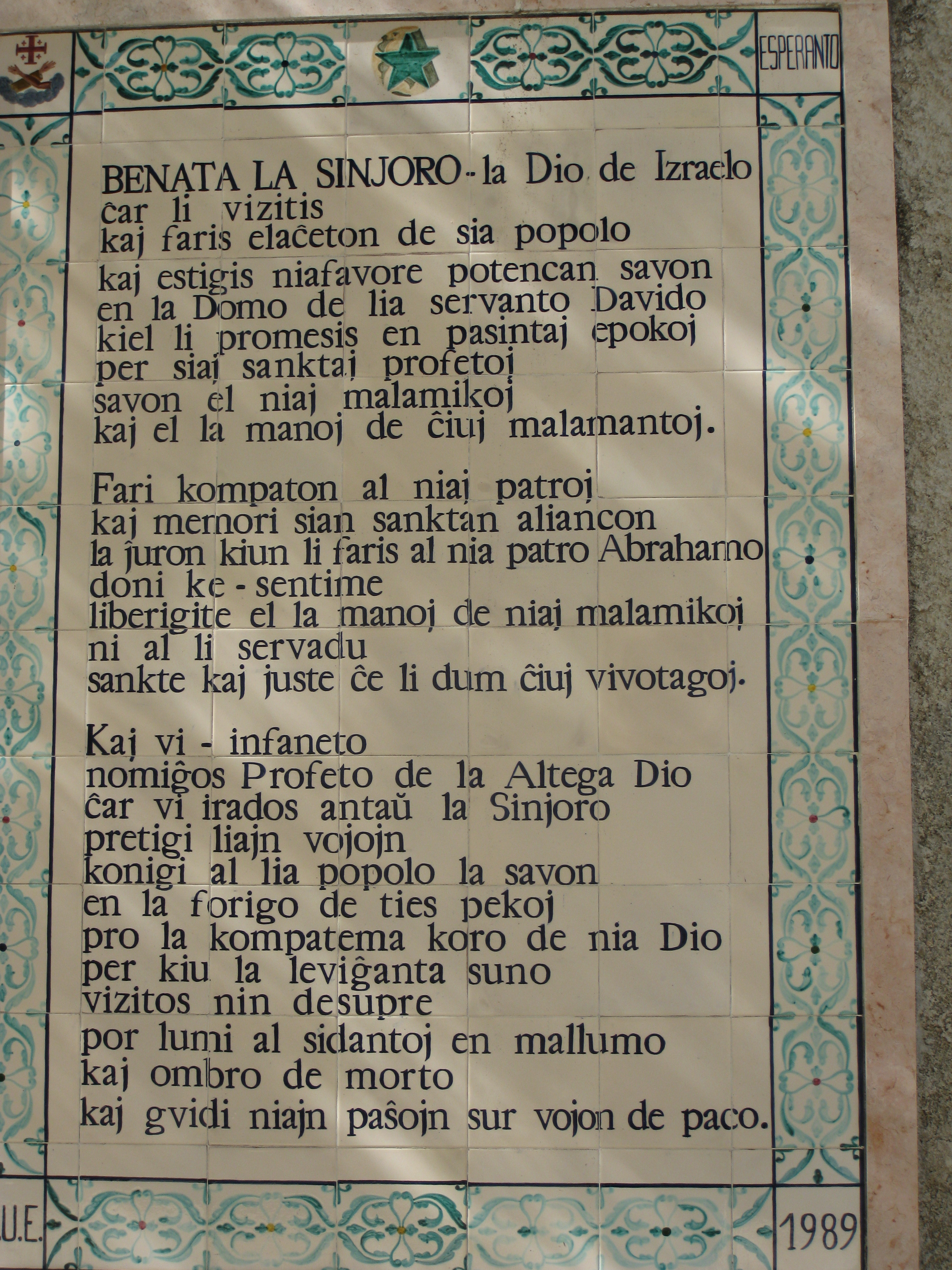
Kinh Benedictus viết bằng Quốc tế ngữ

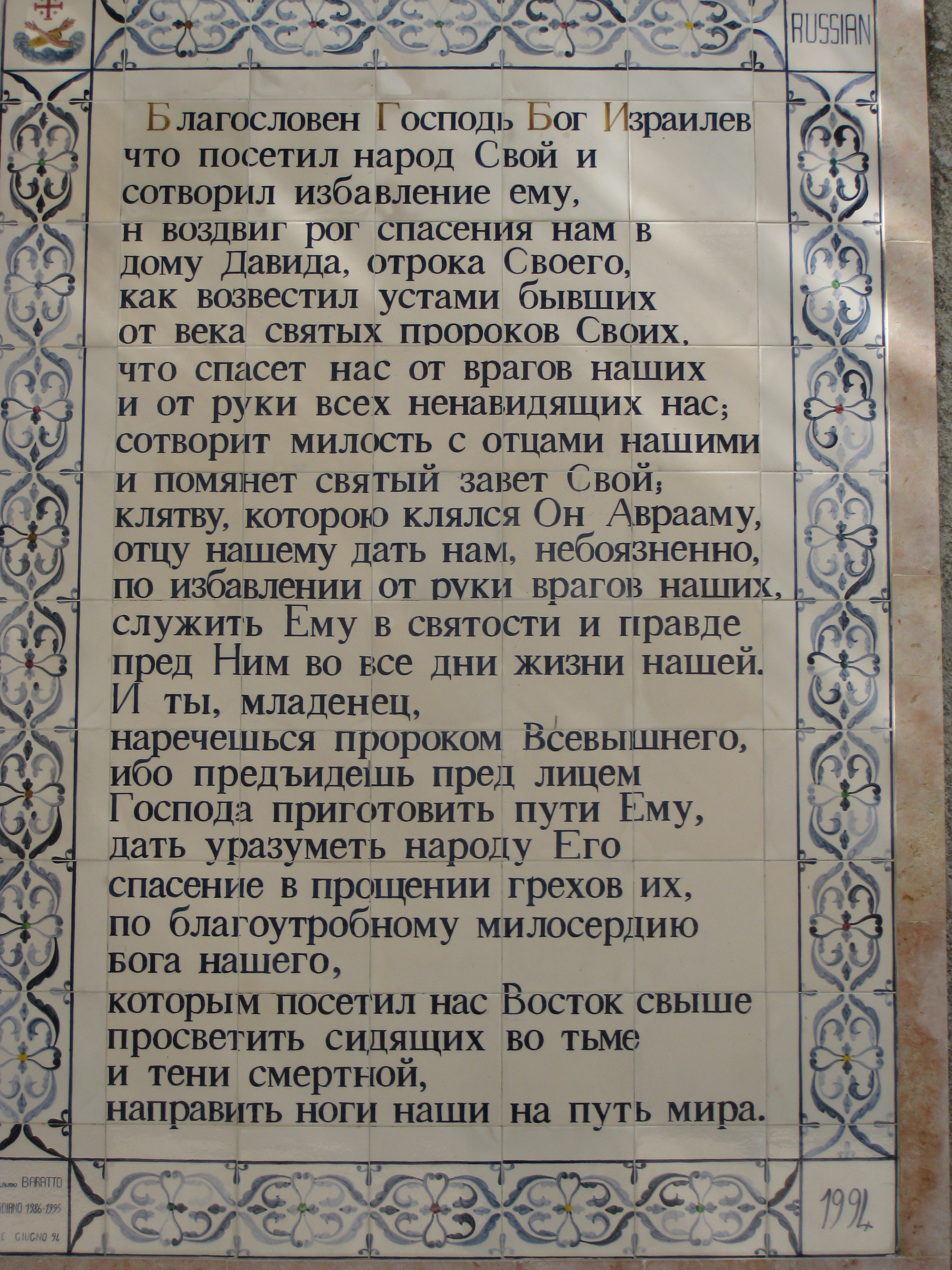
Kinh Benedictus viết bằng tiếng Nga

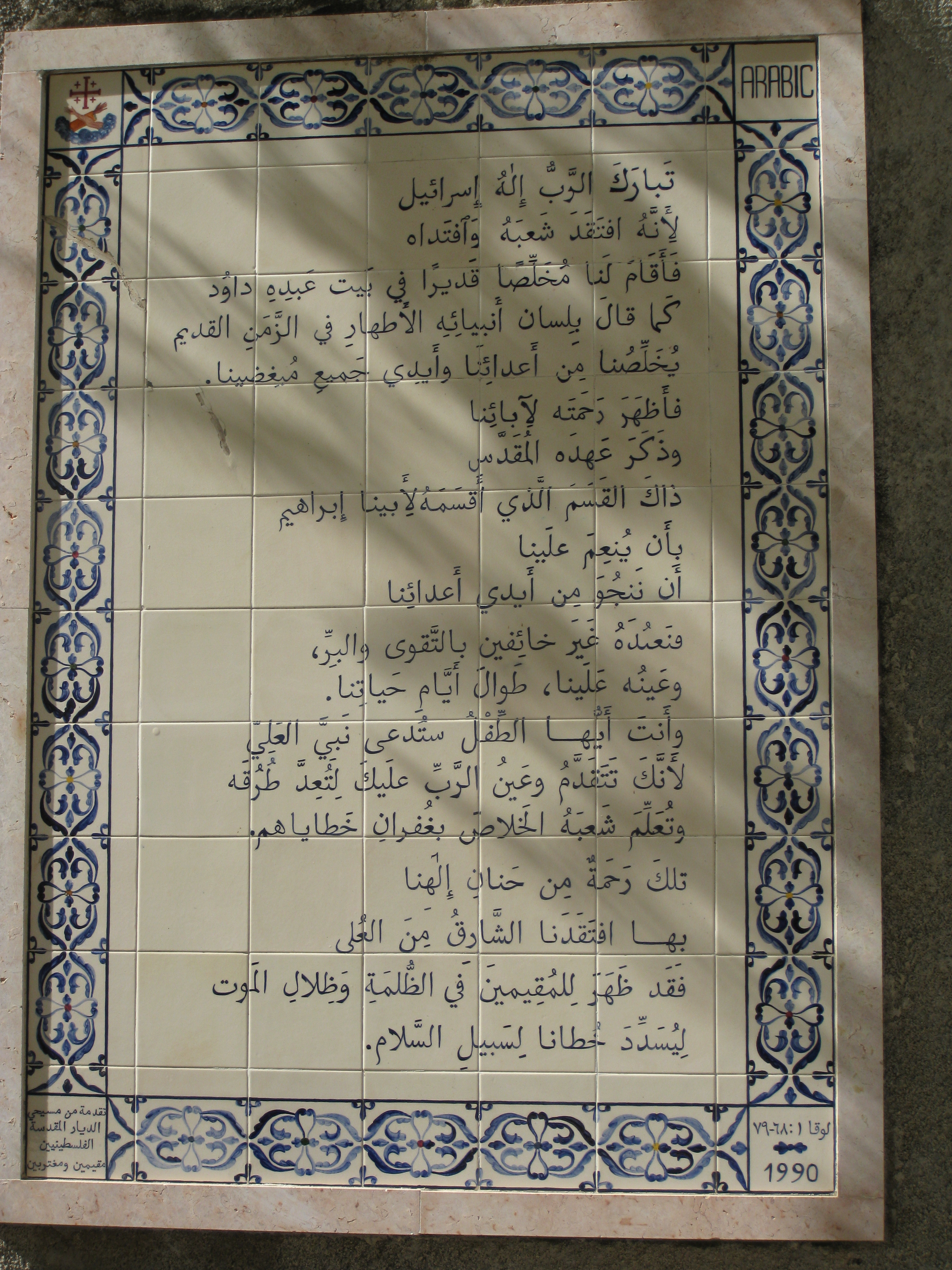
Kinh Benedictus viết bằng tiếng Ả Rập

Kinh Benedictus (còn gọi là Thánh ca của Zacharias hay Kinh "Chúc tụng Đức Chúa"), là một trong ba bài thánh ca Tin Mừng được ghi lại trong hai chương đầu của sách Tin Mừng theo Thánh Luca bên cạnh hai bài ca khác là "Magnificat" và "Nunc dimittis", thuộc câu 68–79 của chương 1. Kinh Benedictus là bài ca mà ông Zacharias (Da-ca-ri-a) xướng lên để cảm tạ Đức Chúa Trời trong dịp con trai của ông là Gioan Tẩy Giả chịu cắt bì.
Tên gọi của bài thánh ca Benedictus chính là câu mở đầu ("Benedictus Dominus Deus Israel", "Chúc tụng Đức Chúa là Thiên Chúa Ít-ra-en").

## Cấu trúc
Bài thánh ca này có thể được chia làm hai đoạn. Đoạn đầu tiên (tức từ câu 68 đến câu 75) là bài ca chúc tụng mà ông Zacharias dâng lên vì Thiên Chúa đã ban Đấng Mêsia xuống cho dân Do Thái, tuy vậy trong lời ca của ông lại hàm chứa một sắc điệu Kitô giáo đặc trưng. Vào thời xa xưa, trong gia tộc của vua David tồn tại một đấng quyền năng có thể bảo vệ dân Do Thái khỏi các kẻ thù, mà giờ đây đấng quyền năng đã bị tước đi khỏi tay họ. Người dân Do Thái hằng khao khát đấng quyền năng ấy quay trở lại, và kỳ thực đấng ấy đã được khôi phục nhưng trong một hình thái cao cả và thiêng liêng hơn. Trong bản văn tiếng Hy Lạp và Latinh có sử dụng một cụm từ "sừng cứu rỗi" (tiếng Hy Lạp: κέρας σωτηρίας, tiếng Latinh: cornu salutis), có thể hiểu rằng ở đây muốn ví chiếc sừng với quyền năng, và "sừng cứu rỗi" muốn nhấn mạnh quyền lực cứu rỗi hoặc là một sự giải thoát vĩ đại. Trong khi phải gánh chịu ách đô hộ của Đế quốc La Mã cách mòn mỏi, người Do Thái vẫn hằng mong chờ Nhà David tới để cứu thoát cho dân mình. Sự giải thoát giờ đây đã đến gần, và được ông Zacharias coi là điều Thiên Chúa sẽ làm để thực hiện giao ước với ông Abraham; tuy vậy thì việc thực hiện giao ước của Thiên Chúa không phải là ban cho con người quyền năng đối với nhân thế, mà là vì để cho người Do Thái "được sống thánh thiện công chính trước nhan Thiên Chúa và phụng thờ Thiên Chúa suốt cả đời mình, chẳng còn sợ hãi gì cả."
Đoạn thứ hai (tức từ câu 76 đến câu 79) là những điều mà ông Zacharias nói với con trai của mình – người đóng vai trò quá đỗi quan trọng trong chương trình cứu độ của Thiên Chúa; vì con của ông được đặt làm một ngôn sứ để rao giảng về sự tha tội trước khi Đấng Cứu thế ngự đến từ trời. Lời tiên tri của Zacharias cho rằng con trai ông là Gioan Tẩy Giả sẽ "đi trước mặt Chúa để dọn đường cho Ngài" (câu 76) ám chỉ đến Is 40:3, mà chính Gioan Tẩy Giả về sau cũng dùng câu nói trong Is 40:3 khi đi rao giảng tại sa mạc (Ga 1:23) và được ba sách Phúc Âm Nhất Lãm ghi lại (Mt 3:3, Mc 1:2, Lc 3:4)

## Bản văn

### Tiếng Hy Lạp
Εὐλογητὸς κύριος ὁ θεὸς τοῦ Ἰσραήλ,
ὁτι ἐπεσκέψατο καὶ ἐποίησεν λύτρωσιν τῷ λαῷ αὐτοῦ,
καὶ ἠγειρεν κέρας σωτηρίας ἡμῖν
ἐν οἴκῳ Δαυὶδ παιδὸς αὐτοῦ,
καθὼς ἐλάλησεν διὰ στόματος τῶν ἀγίων ἀπ' αἰῶνος προφητῶν αὐτοῦ,
σωτηρίαν ἐξ ἐχθρῶν ἡμῶν καὶ ἐκ χειρὸς πάντων τῶν μισούντων ἡμᾶς·
ποιῆσαι ἔλεος μετὰ τῶν πατέρων ἡμῶν
καὶ μνησθῆναι διαθήκης ἀγίας αὐτοῦ,
ὅρκον ὃν ὤμοσεν πρὸς Ἀβραὰμ τὸν πατέρα ἡμῶν,
τοῦ δοῦναι ἡμῖν
ἀφόβως ἐκ χειρὸς ἐχθρῶν ῥυσθέντας
λατρεύειν αὐτῷ ἐν ὁσιότητι
καὶ δικαιοσύνῃ ἐνώπιον αὐτοῦ πάσαις ταῖς ἡμέραις ἡμῶν.
Καὶ σὺ δέ, παιδίον, προφήτης ὑψίστου κληθήσῃ,
προπορεύσῃ γὰρ ἐνώπιον κυρίου ἑτοιμάσαι ὁδοὺς αὐτοῦ,
τοῦ δοῦναι γνῶσιν σωτηρίας τῷ λαῷ αὐτοῦ
ἐν ἀφέσει ἀμαρτιῶν αὐτῶν,
διὰ σπλάγχνα ἐλέους θεοῦ ἡμῶν,
ἐν οἷς ἐπισκέψεται ἡμᾶς ἀνατολὴ ἐξ ὑψους,
ἐπιφᾶναι τοῖς ἐν σκότει καὶ σκιᾷ θανάτου καθημένοις,

τοῦ κατευθῦναι τοὺς πόδας ἡμῶν εἰς ὁδὸν εἰρήνης. 

### Tiếng La-tinh
Benedictus Dominus Deus Israel; quia visitavit et fecit redemptionem plebis suae
et erexit cornu salutis nobis, in domo David pueri sui,
sicut locutus est per os sanctorum, qui a saeculo sunt, prophetarum eius,
salutem ex inimicis nostris, et de manu omnium, qui oderunt nos;
ad faciendam misericordiam cum patribus nostris, et memorari testamenti sui sancti,
iusiurandum, quod iuravit ad Abraham patrem nostrum, daturum se nobis,
ut sine timore, de manu inimicorum nostrum liberati, serviamus illi
in sanctitate et iustitia coram ipso omnibus diebus nostris.
Et tu, puer, propheta Altissimi vocaberis: praeibis enim ante faciem Domini parare vias eius,
ad dandam scientiam salutis plebi eius in remissionem peccatorum eorum,
per viscera misericordiae Dei nostri, in quibus visitabit nos oriens ex alto,

illuminare his, qui in tenebris et in umbra mortis sedent, ad dirigendos pedes nostros in viam pacis.

### Tiếng Việt

#### Theo Kinh Thánh Tiếng Việt 1925 củaPhan Khôi
Ngợi-khen Chúa, là Đức Chúa Trời của Y-sơ-ra-ên,
Vì đã thăm-viếng và chuộc dân Ngài,
Cùng sanh ra cho chúng tôi trong nhà Đa-vít, tôi-tớ Ngài,
Một Đấng Cứu-thế có quyền-phép!
Như lời Ngài đã dùng miệng các thánh tiên-tri phán từ thuở trước,
Ngài cứu chúng tôi khỏi kẻ thù và tay mọi người ghen-ghét chúng tôi;
Ngài tỏ lòng thương-xót đến tổ-tông chúng tôi,
Và nhớ lại lời giao-ước thánh của Ngài,
Theo như Ngài đã thề với Áp-ra-ham là tổ-phụ chúng tôi,
Mà hứa rằng khi chúng tôi đã được cứu khỏi tay kẻ nghịch-thù,
Ngài sẽ ban ơn lành cho chúng tôi, trước mặt Ngài,
Lấy sự thánh-khiết và công-bình mà hầu việc Ngài, trọn đời mình không sợ-hãi gì hết.
Hỡi con trẻ, người ta sẽ kêu con là tiên-tri của Đấng Rất-Cao;
Con sẽ đi trước mặt Chúa, dọn đường Ngài,
Để cho dân Ngài bởi sự tha tội họ mà biết sự rỗi.
Vì Đức Chúa Trời chúng tôi động lòng thương-xót,
Và mặt trời mọc lên từ nơi cao thăm-viếng chúng tôi,
Để soi những kẻ ngồi chỗ tối-tăm và trong bóng sự chết,
Cùng đưa chơn chúng tôi đi đường bình-an.

#### Theo Kinh Thánh Tiếng Việt 2011 củaNhóm Phiên dịch Các giờ kinh Phụng vụ
Chúc tụng Đức Chúa là Thiên Chúa Ít-ra-en đã viếng thăm cứu chuộc dân Người.
Từ dòng dõi trung thần Đa-vít, Người đã cho xuất hiện Vị Cứu Tinh quyền thế để giúp ta,
như Người đã dùng miệng các vị thánh ngôn sứ mà phán hứa tự ngàn xưa:
sẽ cứu ta thoát khỏi địch thù, thoát tay mọi kẻ hằng ghen ghét;
sẽ trọn bề nhân nghĩa với tổ tiên và nhớ lại lời xưa giao ước;
Chúa đã thề với tổ phụ Áp-ra-ham rằng sẽ giải phóng ta khỏi tay địch thù,
và cho ta chẳng còn sợ hãi,
để ta sống thánh thiện công chính trước nhan Người, mà phụng thờ Người suốt cả đời ta.
Hài Nhi hỡi, con sẽ mang tước hiệu là ngôn sứ của Đấng Tối Cao: con sẽ đi trước Chúa, mở lối cho Người,
bảo cho dân Chúa biết: Người sẽ cứu độ là tha cho họ hết mọi tội khiên.
Thiên Chúa ta đầy lòng trắc ẩn, cho Vầng Đông tự chốn cao vời viếng thăm ta,

soi sáng những ai ngồi nơi tăm tối và trong bóng tử thần, dẫn ta bước vào đường nẻo bình an.